# Saint-Charles-sur-Richelieu
Pour les articles homonymes, voir Saint-Charles et Richelieu.
Saint-Charles-sur-Richelieu est une municipalité du Québec située dans la MRC de La Vallée-du-Richelieu en Montérégie.

## Toponymie
Elle est nommée en l'honneur de l'évêque Charles Borromée.

## Histoire
(décembre 2018).
La Commission de toponymie rappelle un moment important de son histoire : « Saint-Charles-sur-Richelieu a connu des heures troublées en 1837, lorsque 4 à 5 000 Patriotes y ont tenu une importante réunion en octobre, dans le cadre du soulèvement de cette époque contre le pouvoir anglais. C'est à cet endroit que s'est tenue le 23 octobre la fameuse Assemblée des Six Comtés, la plus importante de toute cette année-là. Papineau, Nelson, Chénier, Rodier, Dorion... s'y trouvaient et on y adopta treize résolutions qui incitèrent les autorités à procéder à des arrestations quelques semaines plus tard et furent l'occasion du célèbre Mandement de monseigneur Lartigue. En novembre, ils devaient subir une cinglante défaite, assortie de l'incendie d'une partie du territoire par les troupes de Wheterall. »

## Géographie
La municipalité est située à l'est de la rivière Richelieu qui coule vers le nord et que longe la route 133 aussi appelé « Chemin des Patriotes » en souvenir de la Rébellion des Patriotes de 1837-1838. De l'autre côté de la rivière se trouve Saint-Marc-sur-Richelieu. 
La Rivière Amyot traverse la pointe nord de son territoire en coulant vers le sud-ouest jusqu'à sa confluence avec la rivière Richelieu. 
Saint-Charles est à 15 km au nord-est de Belœil.

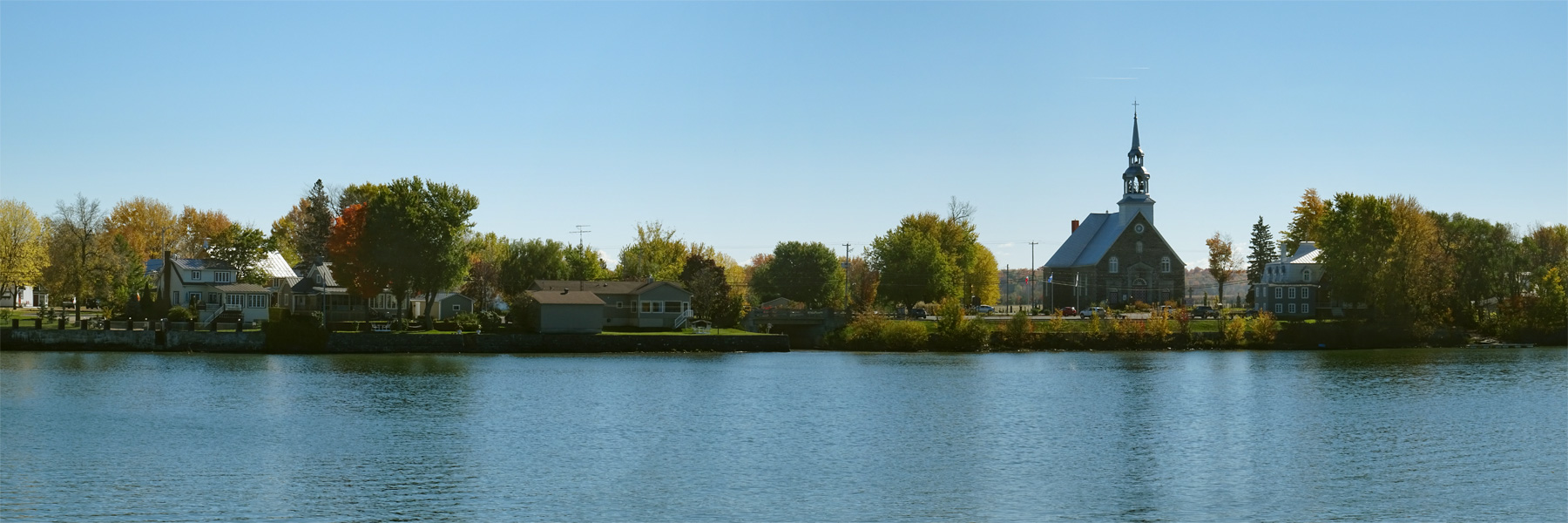
Saint-Charles-sur-Richelieu vue depuis Saint-Marc-sur-Richelieu sur l'autre berge de la rivière

## Démographie
| 1991  | 1996  | 2001  | 2006  | 2011  | 2016  | 2021  |
| ----- | ----- | ----- | ----- | ----- | ----- | ----- |
| 1 627 | 1 710 | 1 736 | 1 742 | 1 643 | 1 717 | 1 735 |

## Administration
Les élections municipales se font en bloc pour le maire et les six conseillers.
| Saint-Charles-sur-Richelieu Maires depuis 2003                                                                       |                   |         |          |
| Élection | Maire             | Qualité | Résultat |
| 2003 | Benoit DeGagné    |         | Voir     |
| 2005 | Benoit DeGagné    | Voir    |          |
| 2009 | Denis Miller      |         | Voir     |
| 2013 | Sébastien Raymond |         | Voir     |
| 2017 | Marc Lavigne      |         | Voir     |
| 2021 | Julie Lussier     |         | Voir     |
| Élection partielle en italique Depuis 2005, les élections sont simultanées dans toutes les municipalités québécoises |                   |         |          |

## Personnalité
- François Chicou Duvert (1789-1841), patriote, y est mort.
- Théodore Bédard (1791-1854), patriote, y est mort.

## Annexe